# Ufgau
Ufgau (antic alemany Ufgowe) fou una regió històrica d'administració comtal a Alemanya, que existia en temps del regne dels Francs. Va formar part del ducat de Suàbia en la regió del riu Oos i els boscos inferiors de Murg, delimitat al sud pels comtats d'Albgau i Ortenau. Fou part del bisbat d'Espira. Entre les modernes poblacions situades al territori d'Ufgau cal esmentar a Baden-Baden, Rastatt i Karlsruhe.
El comtat fou governat per membres de la dinastia dels conradians durant el segle x, passant a la dinastia otoniana al segle xi. Dins del Sacre Imperi Romanogermànic, Ufgau va passar en part al marcgraviat de Baden a començaments del segle xii.
Comtes d'Ufgau:
- Gebard + després de 947), va enllaçar als conradians amb el llinatge carolingi dels comtes de Vermandois quan es va casar amb una filla d'Heribert I de Vermandois el 940.
- Conrad I de Suàbia (+ 997), mét de Gebhard
- Adalbert (esmentat vers 1041)
- Reginbod I (esmentat vers 1057)
- Reginbod II (vers 1110–1115)